# متسوف
دهکده مِتسوف [ˈmɨt͡suf] در شرق لهستان و نزدیکی مرز اوکراین قرار دارد. این دهکده در شهرستان خروبیشوف که جزو استان لوبلین است قرار دارد و از لحاظ اداری بخشی از گمینا دووخوبچوو است. این دهکده تقریباً در ۱۸ کیلومتر (۱۱ مایل) جنوب شهر دووخوبچوو، ۴۴ کیلومتر (۲۷ مایل) جنوب شهر خروبیشوو، ۱۳۵ کیلومتر (۸۴ مایل) جنوب شرقی شهر لوبلین قرار دارد.
بر اساس سرشماری سال ۲۰۱۱ این روستا ۱۰۲ نفر جمعیت دارد.